# Гиппарин (сын Диона)
Гиппарин (др.-греч. Ἰππαρῖνος; 370/368 год до н. э. — 354 год до н. э. или позже, Сиракузы) — сиракузский аристократ, сын Диона, внук и племянник двух тиранов — Дионисия Старшего и Дионисия Младшего соответственно. Покончил с собой при жизни отца. По альтернативной версии, античные авторы спутали Гиппарина с его братом Аретеем, и самоубийство совершил последний.

## Биография
Гиппарин принадлежал к семье сиракузских тиранов. Его отцом был Дион, матерью — Арета, дочь Дионисия Старшего от Аристомахи и племянница собственного мужа. Гиппарин носил то же имя, что и его дед по матери (стратег Сиракуз в 405 году до н. э.) и дядя по матери, впоследствии ещё один сиракузский тиран. Согласно Полиэну, сына Диона звали Гиппарион, а Плутарх приводит ещё один вариант, фигурирующий у Тимея, — Аретей, имя, данное в честь матери, но сам с этим не соглашается. «Я полагаю, — пишет Плутарх, — что в этом случае скорее следует положиться на Тимонида, друга и соратника Диона».
Рождение Гиппарина антиковеды датируют приблизительно 370—368 годами до н. э. После смерти Дионисия Старшего (367 год до н. э.) в его большой семье начались раздоры. Диону пришлось уехать в изгнание в материковую Грецию, а Гиппарин вместе с матерью остался в Сиракузах, при дворе Дионисия Младшего — единокровного брата Ареты. Дион вернулся на Сицилию с армией и начал войну против тирана. Когда он осадил Дионисия в Ортигии, в числе осаждённых оказались и члены его семьи. Плутарх рассказывает, что тиран направил из крепости послание с надписью «Диону от Гиппарина», написанное в действительности им самим; в нём Дионисий угрожал, что расправится и с Гиппарином, и с Аретой, и с Аристомахой. Тем не менее Дион продолжил осаду. В конце концов Дионисий бежал, Ортигия капитулировала, а Гиппарин снова встретился с отцом (в 355 году до н. э.).
Вскоре после этих событий Гиппарин погиб. По словам Клавдия Элиана, он «сорвался с крыши», а Плутарх и Корнелий Непот сообщают о самоубийстве. Плутарх пишет, что Гиппарин бросился с крыши вниз головой, «огорченный и разгневанный какою-то пустячной шуткой». Корнелий Непот же рассказывает, что ещё во времена разлуки с отцом Гиппарина намеренно воспитывали по приказу Дионисия Младшего так, «чтобы с помощью баловства привить ему отвратительнейшие пороки». Ему «приводили девок, закармливали его лакомствами, опаивали вином и не давали возможности протрезвиться». Дион запретил сыну пьянство, чревоугодие и распутство, и тот, не выдержав этого, покончил с собой.
На момент смерти (в 354 году до н. э.) Гиппарин, по словам Плутарха, едва вышел из детского возраста. При этом он упоминается в двух письмах Платона, направленных в 353/352 году до н. э. «родственникам и друзьям Диона», как примерно 20-летний юноша, живой на тот момент. В одном из этих писем Платон вкладывает в уста уже умершего к тому моменту Диона совет к сиракузянам — поставить его сына царём. В связи с этим антиковед Эдуард Мейер предположил, что у Диона было двое сыновей, Аретей и Гиппарин, и с собой покончил первый из них, тогда как второй прожил более долгую жизнь.

## В культуре
Гиппарин стал второстепенным персонажем романа Мэри Рено «Маска Аполлона» (1966).